# Bula menor Inter caetera de 1493
La bula menor Inter caetera II (en español, Entre otros II) fue otorgada por el papa Alejandro VI en 1493 en favor de Fernando e Isabel, reyes de Castilla y Aragón. 
La bula lleva fecha de 4 de mayo de 1493 pero se cree que realmente fue redactada más tarde, en el mes de junio. Su texto coincide en gran parte con el del breve Inter caetera del 3 de mayo de 1493, anterior a ella y que probablemente fue considerado insuficiente por los Reyes Católicos.
La novedad más importante que introdujo esta bula fue la definición de un meridiano al oeste del cual todas las tierras «halladas y por hallar» pertenecerían a los reyes de Castilla y Aragón. Esto supuso un cambio muy favorable para los Reyes Católicos respecto al breve Inter caetera, el cual había estipulado que pertenecerían a la Corona castellana sólo las tierras que fuesen descubiertas por navegantes castellanos.  Otros añadidos menores fueron una referencia más clara a tierras continentales (terras firmas) y unas palabras de elogio a Colón.
Esta bula no menciona en ningún momento a Portugal y sólo se refiere al resto de los estados de la época al indicar que quedarían excluidos de la posesión castellana los territorios que ya perteneciesen a algún príncipe cristiano, al 25 de diciembre de 1492.
El manuscrito original de la bula promulgada se encuentra en el Archivo de Indias de Sevilla.

## Contexto histórico

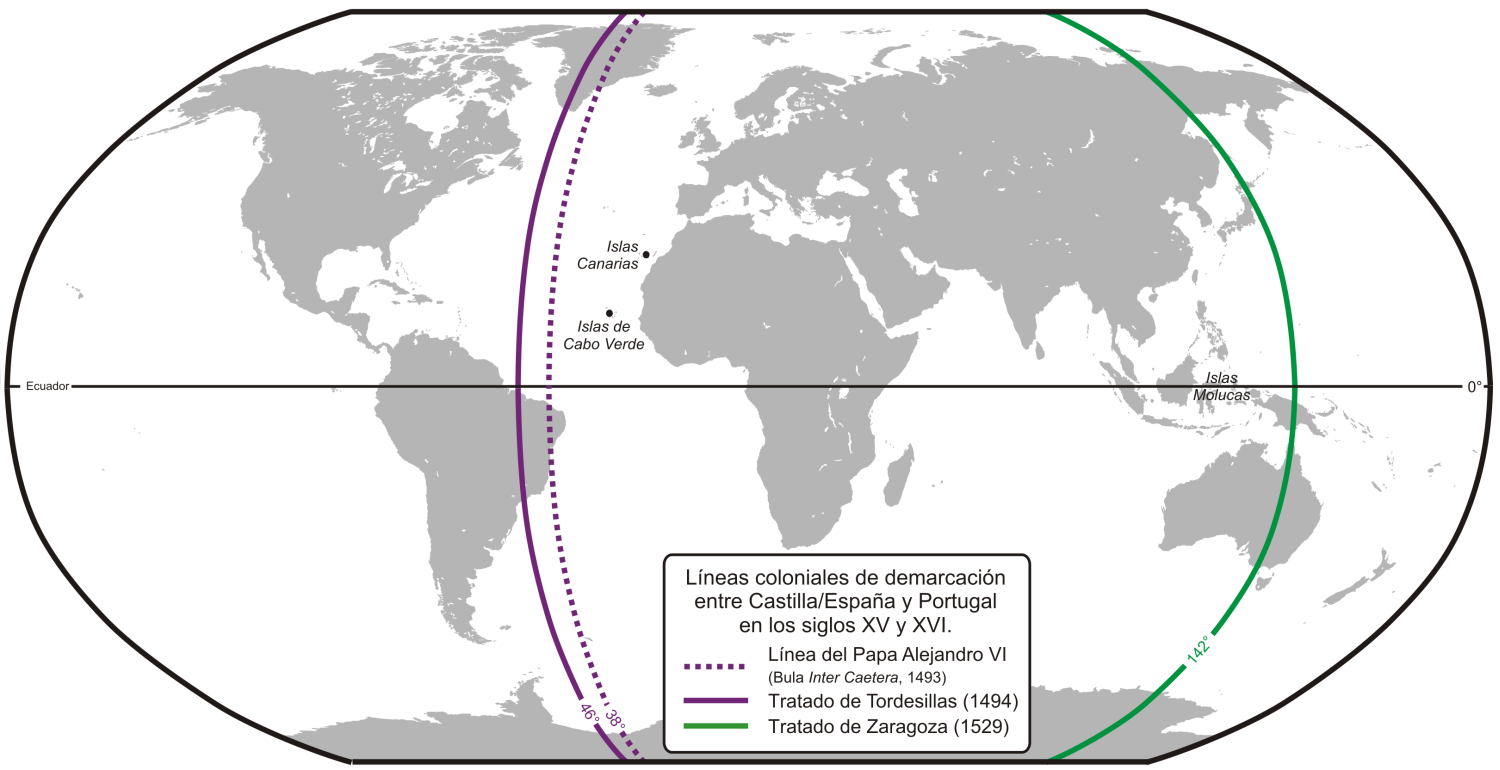
Líneas de demarcación entre Castilla/España y Portugal en los siglos y, ubicadas según la teoría más extendida.

Entre 1474 y 1479 se enfrentaron por la sucesión al trono de Castilla y León dos bandos: de un lado los partidarios de Juana la Beltraneja, hija del difunto rey Enrique IV y casada con Alfonso V de Portugal; del otro los de Isabel I de Castilla, hermanastra de Enrique IV y cuyo marido era Fernando, heredero de la Corona de Aragón.
El 4 de septiembre de 1479 se selló la paz entre los reinos ibéricos mediante el Tratado de Alcáçovas. Además de acordar el fin de la guerra y la renuncia de Juana al trono castellano, el Tratado estableció un reparto del océano Atlántico entre Portugal y Castilla. Portugal obtuvo el reconocimiento de su dominio sobre Madeira, las Azores, Cabo Verde, Guinea y en general con todo lo que es hallado e se hallare, conquistase o descubriere en los dichos términos, allende de que es hallado ocupado o descubierto, mientras que Castilla se vio limitada a las Islas Canarias. Durante los años siguientes, Isabel y Fernando (conocidos posteriormente como los Reyes Católicos) concentraron sus esfuerzos militares en la conquista del reino musulmán de Granada.
Granada se rindió finalmente el 2 de enero de 1492. Unos meses más tarde los reyes aceptaron el proyecto propuesto por Cristóbal Colón de navegar con tres barcos hacia Occidente por "el Mar Océano" para «descubrir y ganar» ciertas "islas y tierra firme". La expedición partió del puerto de Palos en agosto y llegó a tierras americanas en octubre. Tras explorar las islas de Cuba y La Española, los descubridores regresaron a Europa en marzo de 1493. Mientras que Martín Alonso Pinzón arribó a las costas gallegas e informó a los Reyes Católicos,  Colón desembarcó en Lisboa y se entrevistó con el rey portugués Juan II. Se inició entonces una intensa negociación diplomática entre ambas coronas para determinar quién controlaría las tierras descubiertas.

## Las Bulas Alejandrinas
El 11 de agosto de 1492 fue elegido nuevo Papa el cardenal de Valencia Rodrigo Borgia, que pasó a llamarse Alejandro VI. Este cardenal tenía una relación estrecha con Isabel y Fernando desde 1472, cuando como legado papal en la Península favoreció su reconocimiento como herederos al trono castellano, sobre todo al facilitarles la bula papal de dispensa que autorizó su matrimonio a pesar de ser primos segundos. Fernando le había correspondido dejándole acaparar cargos eclesiásticos en sus dominios y otorgando favores a sus hijos: ducado de Gandía para Pedro Luis (1485), arzobispado de Valencia para César (1492) y la  mano de María Enríquez, prima del rey, para Juan (1493).
Bajo el término «Bulas Alejandrinas» se incluyen los cuatro documentos siguientes, todos ellos emitidos por Alejandro VI en 1493 en favor de Fernando e Isabel:
1. Breve Inter caetera del 3 de mayo.
2. Bula menor Inter caetera II del 4 de mayo.
3. Bula menor Eximiae devotionis del 3 de mayo.
4. Bula Dudum siquidem del 26 de septiembre.

Se cree que las bulas fueron escritas en fechas diferentes de lo que indican sus fechas respectivas. El breve Inter caetera debió ser redactado y firmado durante el mes de abril de 1493, enviado a España el 17 de mayo y recibido una o dos semanas después. Los Reyes Católicos enviaron a finales de mayo instrucciones a su embajador en Roma para conseguir una bula más favorable, lo que llevó a la emisión de la bula menor Inter caetera II en junio. Esta bula llegó a Sevilla el 19 de julio y los reyes se la reenviaron a Colón el 4 de agosto. La Eximiae devotionis fue escrita en julio y la Dudum siquidem en diciembre.

## La línea de demarcación
La bula Inter Caetera II define los territorios entregados a Castilla y León de la siguiente manera:

...omnes insulas et terras firmas inventas et inveniendas, detectas et detegendas versus occidentem et meridiem fabricando et constituendo unam lineam a polo Arctico scilicet septentrione ad polum Antarcticum scilicet meridiem, sive terre firme et insule invente et inveniende sint versus Indiam aut versus aliam quancunque partem, que linea distet a qualibet insularum, que vulgariter nuncupantur de los Azores et Caboverde, centum leucis versus occidentem et meridiem, ita quod omnes insule et terre firme reperte et reperiende, detecte et detegende, a prefata linea versus occidentem et meridiem, per alium regem aut principem Christianum non fuerint actualiter possesse usque ad diem nativitatis domini nostri Jhesu Christi proxime preteritum a quo incipit annus presens millesimus quadringentesimus nonagesimus tertius...
Texto original (tomado de Davenport)

...todas las islas y tierras firmes descubiertas y por descubrir, halladas y por hallar, hacia el occidente y mediodía, haciendo y constituyendo una línea desde el polo ártico, es decir el septentrión, hasta el polo antártico, o sea el mediodía, que estén tanto en tierra firme como en islas descubiertas y por descubrir hacia la India o hacia otra cualquier parte, la cual línea diste de cualquiera de las islas que se llaman vulgarmente de los Azores y Cabo Verde cien leguas hacia occidente y el mediodía, que por otro rey o príncipe cristiano no estuviesen actualmente poseídas con anterioridad al día de la Navidad de nuestro señor Jesucristo próximo pasado, en el cual comienza el presente año de 1493...
Traducción tomada de Gutiérrez Escudero

Los geógrafos que han tratado de situar exactamente esta línea de demarcación se han topado con varios problemas. En primer lugar, las islas Azores y las islas de Cabo Verde no están sobre el mismo meridiano sino que sus islas más occidentales distan más de 3 grados de longitud y la diferencia es aun mayor si se interpreta que "Caboverde" hace referencia al cabo Verde, situado en la costa africana. Por otro lado, no hay unanimidad sobre la medida de la legua utilizada en la bula. Una posible ubicación de la línea sería el actual meridiano 31° oeste.
Otra cuestión que ha suscitado controversia es por qué la bula dice «hacia occidente y el mediodía», habiendo sugerido algunos historiadores que en realidad se pretendía trazar una línea quebrada, combinación de meridiano y paralelo.